# Тато (король лангобардів)
Тато (†бл.510), король Лангобардів, син Клаффона, який належав до династії Летінгів. Відповідно до Origo Gentis Langobardorum був убитий своїм племінником Вако. На той час лангобарди жили у Нижній Австрії, вони звільнились від панування германського племені герулів після перемоги бл. 508 над їхніми військами, якими керував король Родульф.
| Попередник Клаффон |  | Король лангобардів 500-510 |  | Наступник Вако |